# Gabriele Jakobi
Gabriele Jakobi (* 8. März 1953 in Nürnberg; † 2. Januar 2023 in Berlin) war eine deutsche Theaterregisseurin. Sie lebte in Berlin und Washington, D.C.

## Leben und Wirken
Gabriele Jakobi studierte Theaterwissenschaften und Germanistik an der Freien Universität Berlin. 1984 gründete sie die Freie Gruppe Penthesilea e. V. Mit Penthesilea (Kleist) wurde sie 1987 zu den Moskauer Theatertagen eingeladen und ein Jahr später als bestes Theater für das Berliner Theatertreffen nominiert.
1991 absolvierte sie die Schauspielschule Bern mit einer Abschlussarbeit über Samuel Becketts Werke Glückliche Tage, Endspiel, Warten auf Godot.
1993 schrieb sie ein unrealisiertes Drehbuch Malloy stirbt.
Nach ihrer ersten Regie am Schauspiel Frankfurt (Die Zofen von Jean Genet) folgte eine mehrjährige Regiearbeit am Schauspiel Köln und am Düsseldorfer Schauspielhaus mit Inszenierungen u. a.: Antigone (Friedrich Hölderlin), Glaube, Liebe, Hoffnung (Ödön von Horváth), Das letzte Band (S. Beckett). 
Seitdem inszenierte G. Jakobi in Deutschland u. a. am Schillertheater Berlin, am Schauspielhaus Hamburg, am Thalia Theater Hamburg, am Renaissance-Theater Berlin und in der Kulturbrauerei Berlin (2010, Der Abend nach dem Begräbnis meiner besten Freundin von Marlene Streeruwitz).
Seit ihrem von der New York Times 1993 hochgelobten Gastspiel der Winterreise (Franz Schubert) und mehreren Inszenierungen mit American Opera Projects (cigarettes and chocolate, Doppelgänger) wirkt Gabriele Jakobi kontinuierlich als Hausregisseurin und Dramaturgin am Scena Theatre Washington, D.C. Ihren Fokus auf spezielle Dramaturgie konnte sie besonders in A Clockwork Orange (Anthony Burgess), in Mein Kampf (George Tabori), in Purge (Sofi Oksanen) und in The Marriage of Maria Braun (Rainer Werner Fassbinder) einbringen. Neben der Anpassung und Übersetzung eines deutschen Spiels über Edward Snowden waren Projekte wie The Comedian Harmonists und Jackie von Elfriede Jelinek in der Entwicklung.
Neben Veröffentlichungen in Theater heute und dem Kulturmagazin der Wochenzeitung Die Zeit existiert ein Künstlerporträt über Gabriele Jakobi in dem Buch Regie Frauen von Christina Haberlik, erschienen 2010 im Henschel Verlag.
Die Regisseurin erlitt 2015 mehrere Schlaganfälle, die ihre damalige Tätigkeit als Hausregisseurin und Dramaturgin am Scena Theatre in Washington, D.C. verunmöglichten. Aufgrund der extrem hohen Krankenhaus- und Pflegekosten in den USA zog sie bald darauf in ein Pflegeinstitut in Berlin-Mitte. Die Berliner Boulevardzeitung BZ berichtete 2016 über einen Diebstahlsvorfall, dessen Opfer Jakobi dort wurde.
Zwei Monate vor ihrem siebzigsten Geburtstag verstarb die schwerkranke Künstlerin dort an den Folgen ihrer Schlaganfälle. Die Begräbnisstätte wird ihrem Wunsch folgend der Dorotheenstädtische Friedhof in Berlin-Mitte sein, auf dem viele prominente Künstler und Persönlichkeiten der Zeitgeschichte ihre letzte Ruhestätte haben.

## Inszenierungen – Deutschland, Niederlande, USA
- 1979 Die Zofen (J. Genet) Schauspielhaus Frankfurt
- 1980 Susn (Herbert Achternbusch) Schauspielhaus Köln, Nach Harrisburg (R.W. Fassbinder), Schauspielhaus Köln
- 1982 Glaube, Liebe, Hoffnung (Ö.v.Horváth) Schauspielhaus Köln, Ritt auf die Wartburg (Friederike Roth) Staatstheater Kassel
- 1983 Das Untier von Samarkand (Anna Elisabeth Wiede) Schauspielhaus Köln, Bekannte Gesichter, gemischte Gefühle (Botho Strauß) Schauspielhaus Essen
- 1984 Mein Herbert (H. Achternbusch) Schauspielhaus Köln
- 1985 Mit meinen Tränen (Improvisationen mit Kleist-Texten) Co-Produktion mit Goethe-Theater Frankfurt
- 1986 Penthesilea (Heinrich von Kleist) Co-Produktion mit dem Theater Liechtenstein und Tournee mit Penthesilea
- 1987 Der Architekt und der Kaiser von Assyrien (Fernando Arrabal) Schillertheater Berlin, Das letzte Band (S. Beckett) Düsseldorfer Schauspielhaus
- 1988 Amphitryon (H.v. Kleist) Voozeening-Theater Groningen, Tanzmarie Staatstheater Darmstadt
- 1989 Le Schmurtz (Boris Vian) und Maria Magdalena (Friedrich Hebbel) am Düsseldorfer Schauspielhaus
- 1990 Wunderweib Schauspielhaus Köln, Antigone (F. Hölderlin) Düsseldorfer Schauspielhaus
- 1991 Minna von Barnhelm (Lessing) Volkstheater Wien
- 1992 Winterreise (F. Schubert) Podewil Berlin
- 1993 Winterreise (F. Schubert) La Mama Theater NY
- 1994 Cigarettes and Bach Workshop, New York Opera Projects
- 1995 Die Dame mit dem Hündchen (nach Anton P. Tschechow) Wallgraben Theater Freiburg, Schwan in Stücken (Tim Krohn) Schauspielhaus Hamburg
- 1996 Der Kirschgarten (A.P. Tschechow) Landestheater Tübingen, Workshop cigarettes and chocolate am NY Opera Projects, Der Schimmelreiter (Theodor Storm) Norderfriedrichskoog
- 1997 Dada-Sophie (Kurt Schwitters u. a.) Podewil Berlin, Ei-Land (nach F. Arrabal) Renaissance-Theater Berlin, Uraufführung Cigarettes and chocolate (Josep Maria Minguella) Orensanz Foundation NY
- 1998 Der Schimmelreiter (T. Storm) Norderfriedrichskoog, Von Heinrich zu Harry zu Henri (H. Heine) Orensanz Foundation NY, The Jungle of The Cities (Im Dickicht der Städte, B. Brecht) Scena Theatre Washington
- 1999 Belgrader Trilogie (Biljana Srbljanović) Stükke-Theater Berlin, Words and Music (S. Beckett) Theater Massaberg, Doppelgänger (H. Heine) Workshop, Opera Projects NY, Gastspiel Das letzte Band (S. Beckett) Scena Theatre Washington, D.C.
- 2000 Workshop von Heinrich Heine’s Doppelgänger am Scena Theatre und dem Goethe-Institut, Washington, D.C. in Verbindung mit American Opera Projects, New York
- 2001 Monodram-Festival Kiel. Erster Preis für Das letzte Band (S. Beckett), Uraufführung Der Notnagel (F. K. Waechter) Thalia Theater Hamburg
- 2002 Uraufführung Lenya (Michael Kunze) Kurt Weill Festwochen Dessau
- 2002 Uraufführung Fireface (Feuergesicht von Marius von Mayenburg) Washington, D.C., 100 Years of German Theatre in America Scena Theatre’s’ Festival of New Berlin Plays’ (Partner: Corcoran Gallery of Art Goethe-Institut, Washington, D.C., Warehouse Theatre, 7th Street, N.W., Scena Theatre)
- 2003 Uraufführung Scandanelli (F. Hölderlin) Neuköllner Oper Berlin, Das letzte Band (S. Beckett) Schauspielhaus Köln
- 2005 Uraufführung Thersites (Robert McNamara) Scena Theatre im Warehouse Theatre Washington, D.C.
- 2006 Duett (Otho Eskins), Der Afrika Kinematograph (Volker Lüdecke), Keine Liebe (Magdalena Felixa) Autorentheater Berlin, Szenische Lesungen, Literaturhaus Berlin
- 2007 Katarakt (Rainald Goetz) Schauspielhaus Köln, The Blue Angel (Robert McNamara) im Page to Stage Festival John F. Kennedy Center for the Performing Arts, Washington, D.C., The Maids (J. Genet) Scena Theatre Washington, D.C.
- 2009 Mother Courage and her Children (B. Brecht) unter der Regie von G. Jakobi mit Nancy Robinette, Scena Theatre at Clark Street Playhouse
- 2010 The Blue Angel (Robert McNamara nach Heinrich Mann) auf dem Intersections Festival, Scena Theatre in Zusammenarbeit mit Atlas Performing Arts Center, Washington, D.C., Der Abend nach dem Begräbnis meiner besten Freundin (Marlene Streeruwitz) Kulturbrauerei Berlin
- 2014 The Velvet Weapon (Deborah Brevoort) Scena Theatre at Woolly Mammoth, SCENA Workshop Series, Report to an Academy(Franz Kafka), Washington Fringe Festival, Scena Theatre Washington, D.C.
- 2015 Report to an Academy Goethe-Institut, Washington D.C., Prague Fringe Festival, Prag
- 2016 Report to an Academy English Theatre Berlin and Scena Theatre am Atlas Performing Arts Center Washington, D.C.